# Région de Ménaka
La région de Ménaka est la dixième région administrative malienne, située à l'est du pays. Créée après l'adoption par l'Assemblée nationale du projet de loi du 14 décembre 2011,, soit en 2016, les cercles la composant faisaient auparavant partie de la région de Gao.

## Situation
La région s'étend à l'ouest du pays, elle est frontalière du Niger au sud et à l'est.
|     | Kidal            |        |
| Gao | Région de Ménaka | Tahoua |
|     | Tillabéri        |        |

## Histoire
Le 14 décembre 2011, le gouvernement adopte un projet de loi portant création des circonscriptions, cercles et arrondissements des régions de Tombouctou, Taoudénit, Gao et Ménaka. L'ancien Cercle de Ménaka qui appartenait à la région de Gao devient la région de Ménaka. La nomination du premier Gouverneur intervient le 19 janvier 2016, ce qui marque le début de la mise en place effective de la région.

## Administration
La région est composée de quatre cercles et 21 communes, dont une commune urbaine : Ménaka :
- Cercle de Ménaka composé des communes de :
  - Commune urbaine Ménaka ;
  - Commune rurale de Infoukarétane ;
  - Commune rurale de Tabankort ;
  - Commune rurale de Tin Abaw ;
  - Commune rurale de Inazole ;
  - Commune rurale de Assakaraye ;
  - Commune rurale de Iziguirète ;

- Cercle d'Andéramboukane comprenant les Arrondissements de Andéramboukane central et Azawak (In Chinanane) ;
- Cercle d'Inékar comprenant les Arrondissements de Inékar central et Ilamawane (Fanfi) ;
- Cercle de Tidermène comprenant les Arrondissements de Tidermène central, Alata (Sahen) et Tedjarerte.

Depuis 2023, la région est composée de 6 cercles, divisés en 18 arrondissements et 27 communes. Le code à deux chiffres attribué à la région est le 10 (loi 2023-006 et loi 2023-007), les cercles sont codifiés selon l'ordre chronologique par la loi 2023-002 du 13 mars 2023.
| Code | Cercle                       | Arrondissements | Communes |
| ---- | ---------------------------- | --------------- | -------- |
| 1001 | Cercle de Ménaka             | 4               | 9        |
| 1002 | Cercle de Tidermène          | 3               | 5        |
| 1003 | Cercle de Inékar             | 3               | 3        |
| 1004 | Cercle de Andéramboukane     | 3               | 5        |
| 1005 | Cercle de Anouzagrène        | 2               | 2        |
| 1006 | Cercle de Inlamawane (Fanfi) | 3               | 3        |

## Population
La population régionale est estimée à 74 859 habitants en 2018, selon la Direction nationale de la population (DNP).
La tribu dominante dans la région de Ménaka est celle des [idoguiritan] (idaksahak).
Les principaux groupes minoritaires sont les Touaregs Imghad, Chamanamas et Ichadinharen, et la fraction Iskakna des Arabes du Tilemsi.
L'essentiel de la population de la ville est les iwillimidane parmi lesquels on peut cité kel talatayt, kel ahhara ikrabassan inzoubouroutan, idaragagan et les Iboguilitane etc. D’autres groupes moins importants se trouvent à Ménaka qui sont d'ailleurs des étrangers attirés par le commerce et la tranquillité tel que les Peuls et les sédentaires (principalement des Haoussa et quelques Songhaï) représentent l’essentiel de la population noire et métisse. Les daousahak aussi constitue un groupement important en nombre. Ces 30 dernières années, les Daoussahak de la région de Ménaka ont été en conflit avec les Touaregs, les Iboguilitane et les Peuls.